# Japanische Weinbeere
Die Japanische Weinbeere oder auch Rotborstige Himbeere (Rubus phoenicolasius) ist eine Pflanzenart aus der Gattung Rubus innerhalb der Familie der Rosengewächse (Rosaceae).

## Beschreibung
Die Japanische Weinbeere wächst als ein 1 bis 3 Meter hoher Strauch. Die zweijährigen Stängel sind anfangs aufrecht, später kletternd, behaart mit langen rotbraunen oder weinroten Haaren, gestielten Drüsen und dazwischen verstreuten, rötlichen Stacheln. 
Die dunkelgrünen Laubblätter sind unpaarig, meist drei-, selten fünfteilig, gefiedert. Die endständigen Blättchen sind breit eiförmig oder rund eiförmig, mehr oder weniger gelappt und doppelt gezähnt, 4 bis 8 Zentimeter lang und 2 bis 5 Zentimeter breit und unterseitig weiß behaart. Die seitlichen Blättchen sind kleiner und eiförmig, spitz zulaufend und annähernd ungestielt, der Stiel des endständigen Blättchens ist 2 bis 3 Zentimeter lang. Die linealischen, 5 bis 8 Millimeter langen Nebenblätter sind behaart, die 2 bis 7 Zentimeter langen Blattstiele, die Blättchenstiele sowie die Mittelrippen sind stark drüsig behaart und bestachelt.
Die Tragblätter sind lanzettlich, 5 bis 8 Millimeter lang und behaart, ganzrandig und an der Spitze zweilappig. Die Blütenstände sind Schirmrispen und stehen am Ende der Zweige und in den oberen Achseln, die Blütenstiele sind 0,5 bis 1,5 Zentimeter lang. Der Blütenbecher ist ebenso wie der Kelch dicht klebrig drüsig-behaart, die roten Kelchblätter sind lanzettlich, innen behaart, zur Blütezeit geöffnet, danach die Frucht umschließend, später diese wieder freigebend. Die Kelchblätter sind mehr als doppelt so lang wie die Kronblätter.
Die Kronblätter sind weißlich bis rosarot und verkehrt-eiförmig.
Die zahlreichen Staubfäden sind annähernd so lang wie die Kronblätter, die Stempel sind etwas länger, der Fruchtknoten annähernd glatt. Die Sammelsteinfrüchte sind annähernd rund, glatt, orange bis rot und haben einen Durchmesser von rund 1 Zentimeter. 
Die Chromosomenzahl beträgt 2n = 14.
Die Blüten erscheinen an den Ruten im zweiten Jahr. Nach dem Fruchten sterben die Ruten im nächsten Winter ab. 

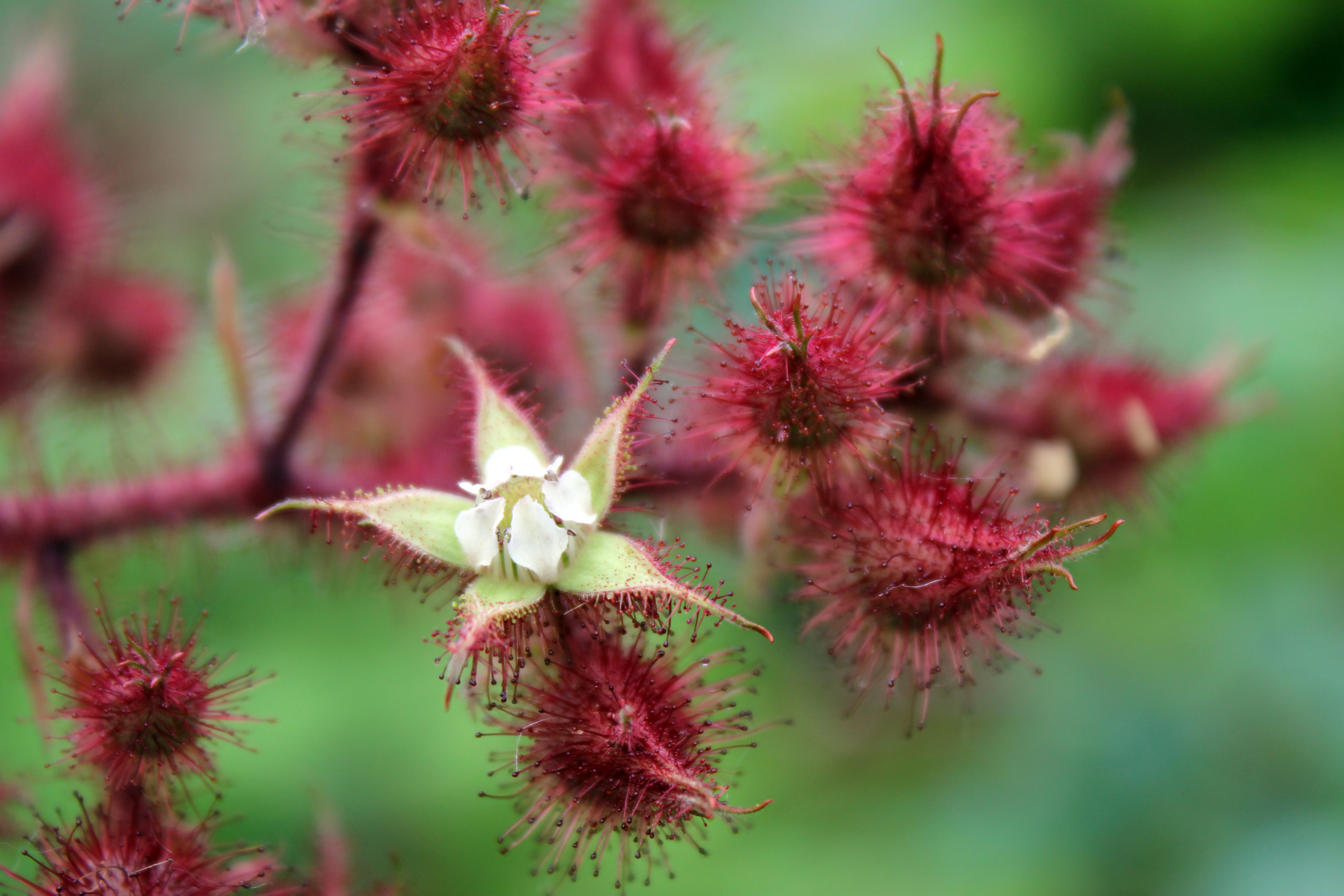
Blütenknospen und geöffnete Blüte
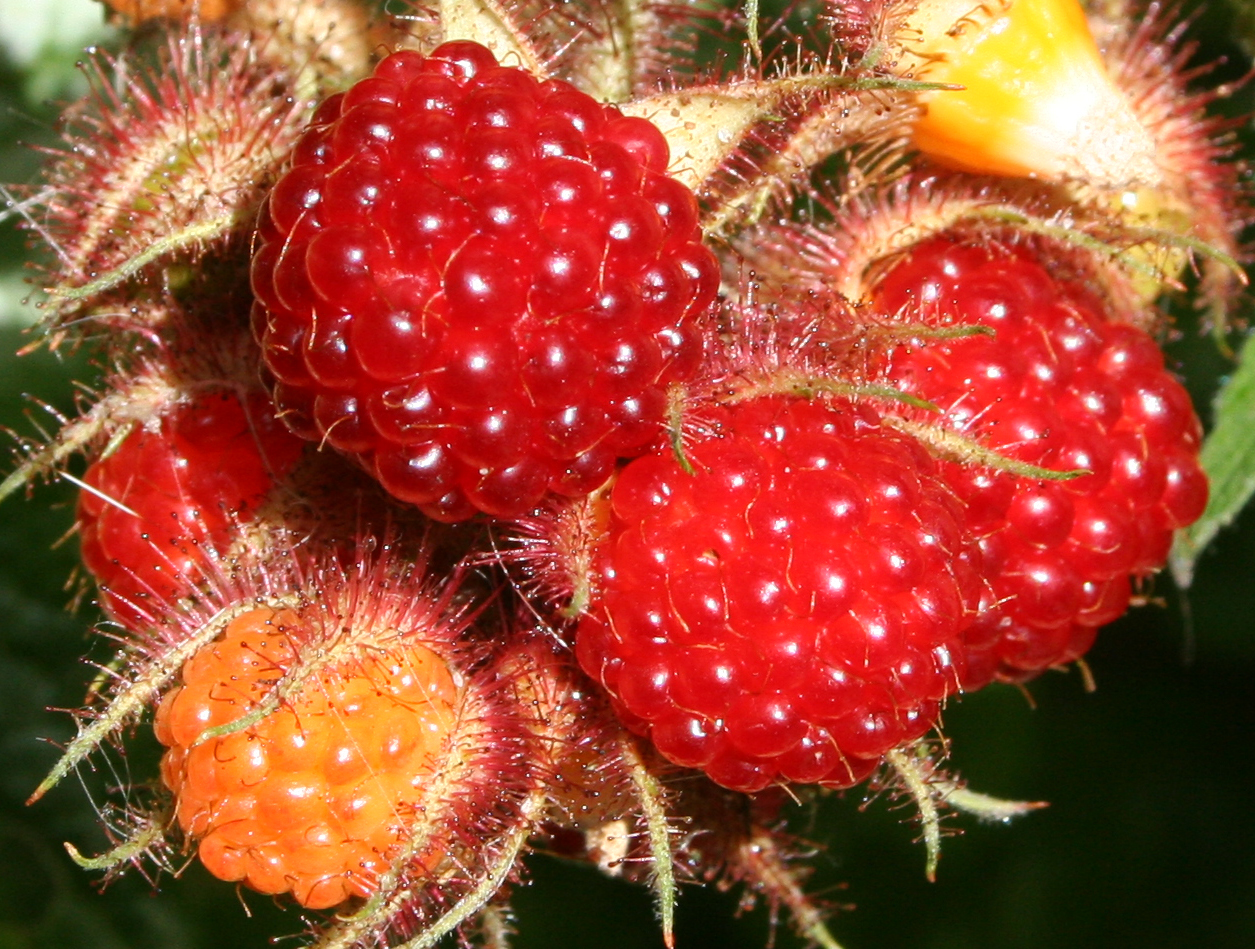
Die Beeren im Detail
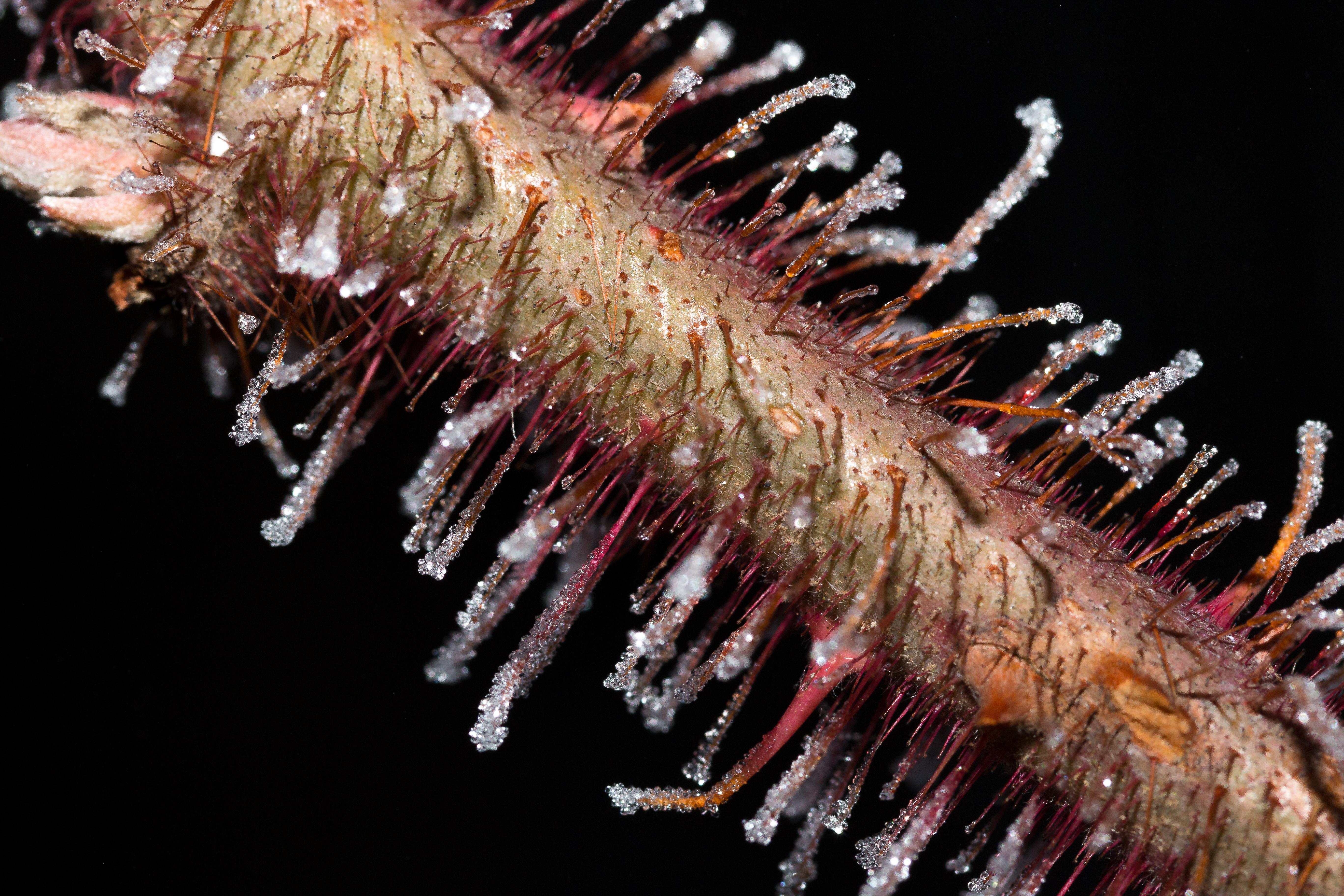
Die Stacheln im Detail

## Verwertung
Die  leuchtend orangeroten Früchte sind saftig, aromatisch-säuerlich und sehr schmackhaft, sie eignen sich zum direkten Verzehr und auch zur Marmeladen- und Geleeherstellung. Die Früchte werden selten madig, denn vermutlich werden Insekten von den drüsigen Sekreten um die Kronblätter abgefangen.

## Vorkommen
Ursprünglich im westlichen China, Korea und Japan beheimatet, wurde die Weinbeere bereits 1876 über Frankreich in Europa und 1890 in Nordamerika eingeführt. Im Osten der USA ist sie invasiv, auch in wintermilden Gebieten Europas ist sie eingebürgert. Sie schätzt sonnige und warme Standorte auf humosen und kalkreichen Böden.
Die ökologischen Zeigerwerte nach Landolt & al. 2010 sind in der Schweiz: Feuchtezahl F = 3+w (feucht aber mäßig wechselnd), Lichtzahl L = 3 (halbschattig), Reaktionszahl R = 3 (schwach sauer bis neutral), Temperaturzahl T = 4+ (warm-kollin), Nährstoffzahl N = 4 (nährstoffreich), Kontinentalitätszahl K = 2 (subozeanisch).

## Systematik
Rubus phoenicolasius wurde 1872 von Karl Johann Maximowicz in Bulletin de l'Academie Imperiale des Sciences de St-Petersbourg, 17 (2), S. 160–161 erstveröffentlicht. Diese Art gehört zur Untergattung Idaeobatus in der Gattung Rubus.